# Knebel Vig
Knebel Vig er en lille, op til 14 meter dyb, næsten rund sidevig til Kalø Vig, som skærer ind i Mols, ved foden af Mols Bjerge. Ved den nordlige pynt, der hedder Næsset ligger herregården Rolsøgård og Rolsø Ødekirke.
Knebel Vig er en cirkelvig med en få hundrede meter smal munding til Aarhusbugten mod vest. Vigen har en diameter på knap 3 kilometer på det længste sted. Dermed er der oftest læ, og begrænset med store bølger, lige meget hvad retning vinden kommer fra. Dette kombineret med en naturskøn beliggenhed med begrænset bosætning flere steder langs kysten, gør vigens kyster til yndede opankrings- og overnatningssteder for lystsejlere. Primært for sejlere fra den håndfuld af marinaer der ligger i Aarhusbugten, hvorfra der kun er et par timers sejlads til Knebel Vig. Især den sydvestlige ende er velbesøgt om sommeren, hvor der også er en opankringsbøje til fortøjning. Bugten er sjældent overrendt.   
Ved østbredden ligger byen Knebel og lidt syd for den, Knebel Bro der både var fiskeri- og fragthavn, og anløbssted for Aarhusbugtens Dampskibsselskab, der i 1870'erne havde rutefart mellem de forskellige anløbsbroer i Kalø Vig og Aarhus; Nu er der lystbådehavn.
Den sydvestlige kyst er en del af afgrænsningen til halvøen Skødshoved, og der ligger landsbyen Tved; pynten syd for udmundingen ud til Kalø Vig hedder Øhoved, og består af strandenge, men med to markante 16 meter høje bakker. 

## Eksterne kilder og henvisninger
- Om geologien

56°12′40″N 10°27′2″Ø / 56.21111°N 10.45056°Ø

## Galleri
- Knebel Vig omkring år 1900.
- Knebel Vig set fra fra Trehøje (2013)
- Sydsiden ved lavvande, området er lettest tilgængelig fra sejlbåd.
- Rapsmarker på halvøen, Skødshoved, i baggrunden.